# Stadion Ceahlăul
Stadion Ceahlăul (rum. Stadionul Ceahlăul) – to wielofunkcyjny stadion położony w Piatra Neamț, który został otwarty w 1935 r. Swoje mecze rozgrywa tu klub piłkarski Ceahlăul Piatra Neamț. Pojemność stadionu to 18 tys. miejsc. Obiekt przeszedł modernizację, dzięki której uzyskał trzy gwiazdki UEFA. Stadion położony jest u stóp góry Ceahlău.

## Mecze reprezentacji Rumunii
| Rodzaj spotkania | Data spotkania       | Rywal Rumunii | Wynik meczu | Strzelcy bramek dla Rumunii                  |
| ---------------- | -------------------- | ------------- | ----------- | -------------------------------------------- |
| el. ME 2008      | 28 marca 2007        | Luksemburg    | 3:0         | Adrian Mutu, Cosmin Contra, Ciprian Marica   |
| el. MŚ 2010      | 14 października 2009 | Wyspy Owcze   | 3:1         | Iulian Apostol, Gheorghe Bucur, Ionuț Mazilu |